# Oriente de México
El Oriente de México, también llamado Este de México o Centro-Oriente de México, es una de las siete regiones de los Estados Unidos Mexicanos conformada por los estados de Puebla, Veracruz y Tlaxcala. Limita al norte Tamaulipas, al este con el golfo de México (océano Atlántico), al sureste con Tabasco y Chiapas, al sur con Oaxaca y Guerrero y al oeste con Morelos, el Estado de México, Querétaro, Hidalgo y San Luis Potosí. 
Con 16 184 873 habitantes en 2025 es la quinta región más poblada, con 110,129 km² es la segunda menos extensa y con 146 hab/km² es la segunda más densamente poblada.
Es la región del país mejor explorada y conocida, siendo la región más compleja, debajo de la Planicie Costera del Golfo de México, es un ejemplo del desarrollo con fortalecimiento de la base social y económica para una estructura que permite a estos grupos mayor autonomía.

## Estados
| Puebla             | Veracruz                                   | Tlaxcala            |
| Bandera de Puebla  | Bandera de Veracruz de Ignacio de la Llave | Bandera de Tlaxcala |
| Puebla de Zaragoza | Xalapa-Enríquez                            | Tlaxcala            |

## Sitios de interés

### Puebla de Zaragoza, Puebla

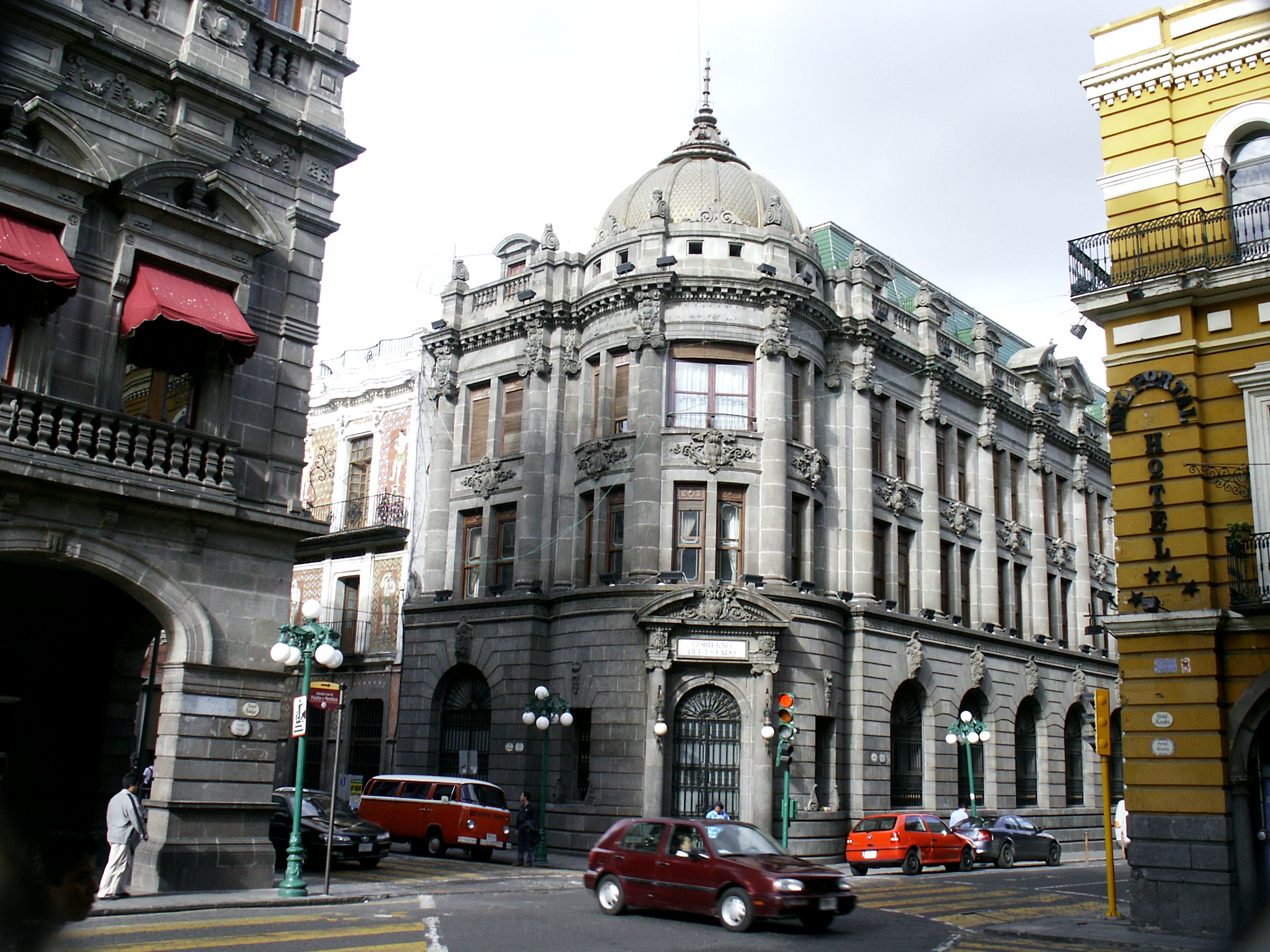
Puebla de Zaragoza.

La Ciudad de Puebla fue fundada con el nombre de "Puebla de los Ángeles" el 16 de abril de 1531. La necesidad de una ruta comercial más corta entre la Ciudad de México y Veracruz; así como el creciente número de españoles marginados del sistema de encomiendas, hizo que se comenzara a plantear la creación de una ciudad alejada de los asentamientos indígenas y dedicada al descanso y comercio de españoles. Siendo el año de 1530 Don Sebastián Ramírez de Fuenleal, presidente de la Segunda Real Audiencia de México, comisionó a fray Toribio de Benavente "Motolinía " para que partiera de su diócesis en Tlaxcala, a buscar algún sitio adecuado para la creación de la nueva ciudad. Las líneas generales de las principales controversias alrededor de la historia de la fundación se definieron durante el período colonial. Los cronistas, como Motolinía, Herrera y Tordesillas, Torquemada, Vetancourt y Gil González Dávila, mezclaron la leyenda, los hechos y lo probable. Sus contribuciones fueron acomodadas, interpoladas o aceptadas cabalmente por los historiadores locales de los siglos XVII y XVIII, como Zerón Zapata, Antonio de Ochoa, Diego Bermúdez de Castro, fray Juan de Villasánchez, Pedro López de Villaseñor y el maestro indiscutido de la erudición poblana, Mariano Fernández de Echeverría y Veytia. En la década de 1920, al cumplirse los cuatrocientos años de la fundación, se planteó casi como un imperativo práctico el renacimiento del tema en la historiografía, que aprovecharon los hijos nativos y adoptivos de la ciudad, y en especial el erudito alemán Hugo Leicht, para tratar de resolver el problema de dónde y cómo debía conmemorarse la fundación. Puebla de Zaragoza es la cuarta ciudad más poblada de los Estados Unidos Mexicanos.

### Veracruz, Veracruz

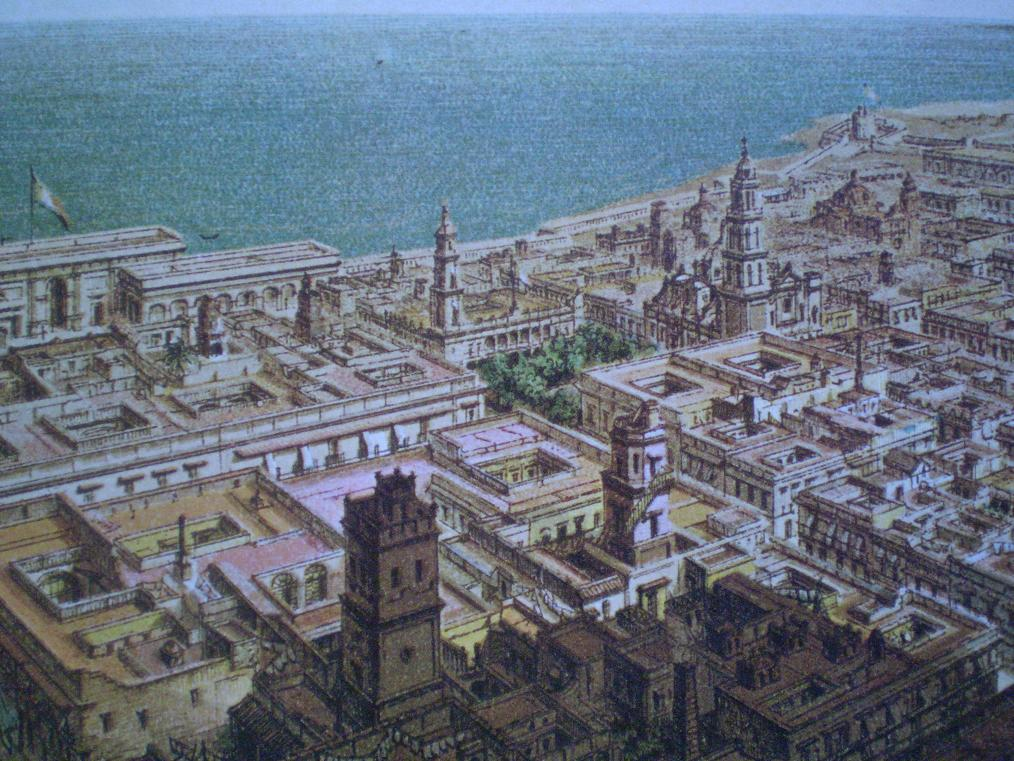
Puerto de Veracruz.

En  1518 el capitán español Juan de Grijalva arriba al islote que llamó San Juan de Ulúa. La Villa Rica de la Vera Cruz fue fundada por el conquistador español Hernán Cortés, por Francisco de Montejo y Alonso Hernández de Portocarrero, el 22 de abril de 1519 en las playas que se encontraban frente al islote de San Juan de Ulúa, llamadas Chalchihuecan; fundando el 10 de julio de 1519 como Villa Rica de la Vera Cruz lo que se convirtió en el Primer Ayuntamiento de América continental y la Primera Ciudad fundada por europeos en toda América Continental. Sus primeros alcaldes fueron Francisco de Montejo y Alonso Hernández de Portocarrero. Es conocido como La Puerta de México al Mundo, ya que el puerto es y ha sido el más importante del país desde sus inicios en la época colonial hasta la época actual, durante 250 años fue el único Puerto por el cual podían entrar y salir mercancías de América Continental hacia Europa. Actualmente se planea la expansión del Recinto Portuario con terrenos ganados al mar y otros cedidos por el gobierno federal, y se espera que de 36 millones de toneladas que tiene de capacidad en la actualidad pase a 118 millones, y de 12 posiciones de atraque a  48. Sus ingresos principalmente provienen del comercio, puesto que es un puerto comercial, seguido de la actividad turística que es también muy importante ya que en esta ciudad se realiza el Carnaval de Veracruz el cual es considerado el más importante de México. Otras actividades comunes son la industria automotriz, la siderúrgica y la pesca. El 2.01% de la población municipal se dedica al sector primario, el 24% al sector secundario y el 67% al sector terciario.

### Tajin, Veracruz

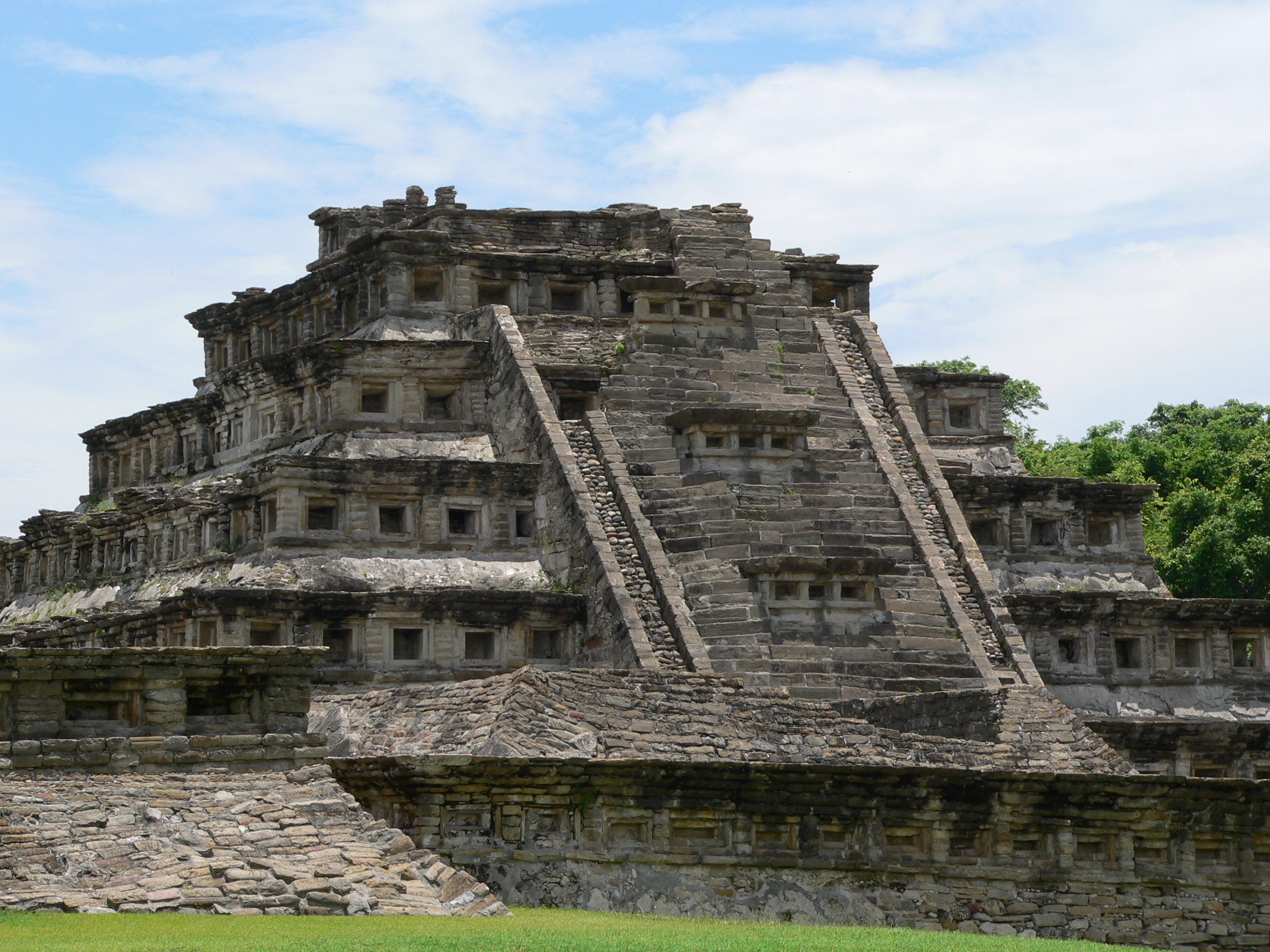
Zona del Tajin.

Es una zona arqueológica precolombina cerca de la ciudad de Papantla, Veracruz, México y de Poza Rica, Veracruz, México. La ciudad de Tajín fue la capital del estado Totonaca. Tajín significa Ciudad o Lugar del trueno en el Lenguaje Totonaca. Se piensa que Tajín también fue el nombre de algún dios totonaca. La construcción de edificios ceremoniales del Tajín probablemente inició en el siglo I. En el Período Clásico mesoamericano temprano el Tajín mostró influencia de Teotihuacán; mientras que en el Posclásico mostró influencia tolteca. Su reconstrucción inicio en el siglo XIII, en el mismo tiempo el Tajín fue arrasado por invasores chichimecas, este sitio fue ocupado por unos pocos pobladores que no continuaron la construcción de templos. El sitio fue totalmente despoblado cuando llegaron los conquistadores españoles en el siglo XVI. Este sitio arqueológico es de alrededor de 1 km², pero se especula que hay aún una gran parte de este sitio que no ha sido encontrada. Este sitio posee varias pirámides, palacios y varias canchas de juego de pelota. La más conocida pirámide de este sitio es la llamada Pirámide de los Nichos. Esta pirámide posee 365 nichos que, según los arqueólogos, representan un calendario. Ésta fue construida tardíamente ocupando un espacio abierto y, por su posición, escapa a lo que fue hasta aquel momento la traza urbana.

### Tlaxcala, Tlaxcala

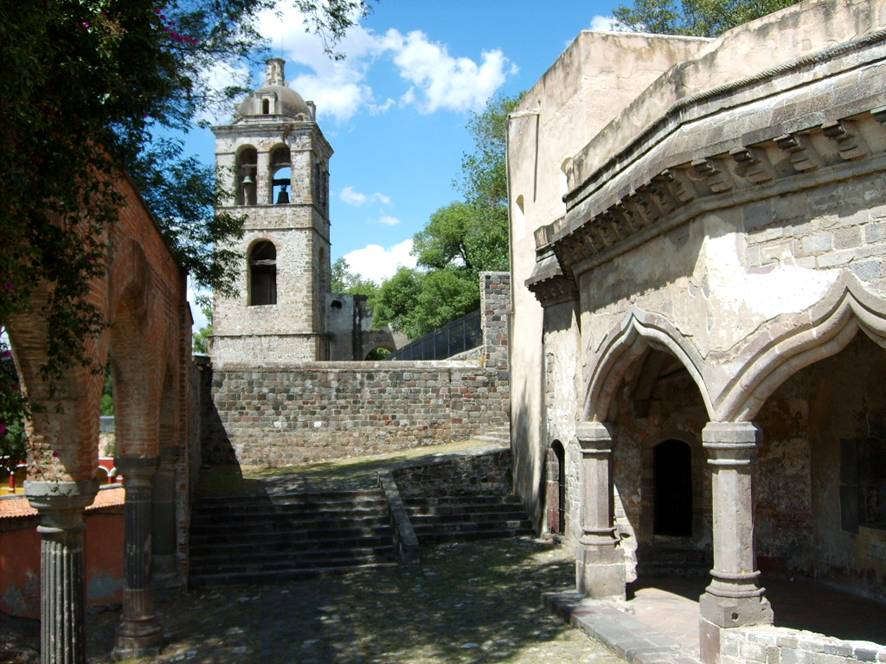
Capilla Campanario.

Tlaxcala fue una de las naciones que logró mantener su independencia ante el Imperio Azteca. Hasta hoy sigue mostrando parte de su nacionalismo prehispánico. La ciudad colonial de Tlaxcala fue fundada sobre la prehispánica en 1520 por Hernán Cortés. Sus principales actividades agrícolas son el cultivo de maíz, cebada, frijol, calabaza, tomate. El sitio donde se construyó la ciudad colonial de Tlaxcala y el convento se denominaba Chalchihuapan, y pertenecía a la cabecera de Ocotelulco. El nombre de Chalchihuapan se debía a que en ese lugar estaba una fuente que llamaban "La fuente sagrada", ya que en ella se realizaban ritos a los dioses. El cronista Buenaventura Zapata en el siglo XVII refiere algunos datos sobre la fundación de la ciudad colonial de Tlaxcala. Así, nos dice que en 1526: Entonces se partieron las piedras en chalchihuapan, es decir que se acondicionó el lugar para ser habitado; al año siguiente ocurrió que: los sacerdotes se establecieron en Chalchihuapan y entonces vino el obispo fray Julian Garces. Durante la segunda mitad de la década de los treinta en el siglo XVI, se suscitaron acontecimientos que le dieron importancia a esta ciudad colonial. En 1535 le fue dado el escudo de armas, además del título de Leal Ciudad de Tlaxcala. En 1536 por primera vez se hizo la fiesta de Corpus y en 1538 el mercado de Ocotelulco fue trasladado a la plaza principal de esa ciudad.